# 埃尼亚
埃尼亚（義大利語：Egna，發音：[ˈeɲɲa]），德语名诺伊马克特（德語：Neumarkt，發音：[ˈnɔʏmarkt] ⓘ），是意大利博尔扎诺-上阿迪杰自治省的一个市镇。总面积23.66平方公里，人口4926人，人口密度208.2人/平方公里（2009年）。ISTAT代码为021029。